# Whitney (Nebraska)
Whitney es una villa ubicada en el condado de Dawes en el estado estadounidense de Nebraska. En el Censo de 2010 tenía una población de 77 habitantes y una densidad poblacional de 188,16 personas por km².

## Geografía
Whitney se encuentra ubicada en las coordenadas 42°47′2″N 103°15′24″O / 42.78389, -103.25667. Según la Oficina del Censo de los Estados Unidos, Whitney tiene una superficie total de 0.41 km², de la cual 0.41 km² corresponden a tierra firme y (0%) 0 km² es agua.

## Demografía
Según el censo de 2010, había 77 personas residiendo en Whitney. La densidad de población era de 188,16 hab./km². De los 77 habitantes, Whitney estaba compuesto por el 88.31% blancos, el 2.6% eran afroamericanos, el 0% eran amerindios, el 0% eran asiáticos, el 0% eran isleños del Pacífico, el 3.9% eran de otras razas y el 5.19% pertenecían a dos o más razas. Del total de la población el 11.69% eran hispanos o latinos de cualquier raza.